# Еда (комуна)
Комуна Еда (швед. Eda kommun) — адміністративно-територіальна одиниця місцевого самоврядування, що розташована в лені Вермланд у центральній Швеції.
Еда 130-а за величиною території комуна Швеції. Адміністративний центр комуни — місто Шарлоттенберг.

## Населення
Населення становить 8 489 чоловік (станом на вересень 2012 року). 
| Кількість населення комуни Еда за 1810-2010 роки | Кількість населення комуни Еда за 1810-2010 роки | Кількість населення комуни Еда за 1810-2010 роки | Кількість населення комуни Еда за 1810-2010 роки | Кількість населення комуни Еда за 1810-2010 роки |
| ------------------------------------------------ | ------------------------------------------------ | ------------------------------------------------ | ------------------------------------------------ | ------------------------------------------------ |
| Рік                                              |                                                  |                                                  | Населення                                        |                                                  |
| 1810                                             | 1810                                             |                                                  | 5 996                                            | 5 996                                            |
| 1850                                             | 1850                                             |                                                  | 10 679                                           | 10 679                                           |
| 1900                                             | 1900                                             |                                                  | 12 910                                           | 12 910                                           |
| 1950                                             | 1950                                             |                                                  | 11 851                                           | 11 851                                           |
| 1970                                             | 1970                                             |                                                  | 9 992                                            | 9 992                                            |
| 1980                                             | 1980                                             |                                                  | 9 518                                            | 9 518                                            |
| 1990                                             | 1990                                             |                                                  | 9 555                                            | 9 555                                            |
| 2000                                             | 2000                                             |                                                  | 8 664                                            | 8 664                                            |
| 2010                                             | 2010                                             |                                                  | 8 524                                            | 8 524                                            |
| Джерело: SCB                                     |                                                  |                                                  |                                                  |                                                  |

## Населені пункти
Комуні підпорядковано 4 міські поселення (tätort) та низка сільських, більші з яких:
- Шарлоттенберг (Charlottenberg)
- Омотфорс (Åmotfors)
- Коппум (Koppom)
- Еда-гласбрук (Eda glasbruk)
- Лессеруд (Lässerud)
- Еда (Eda)

## Галерея

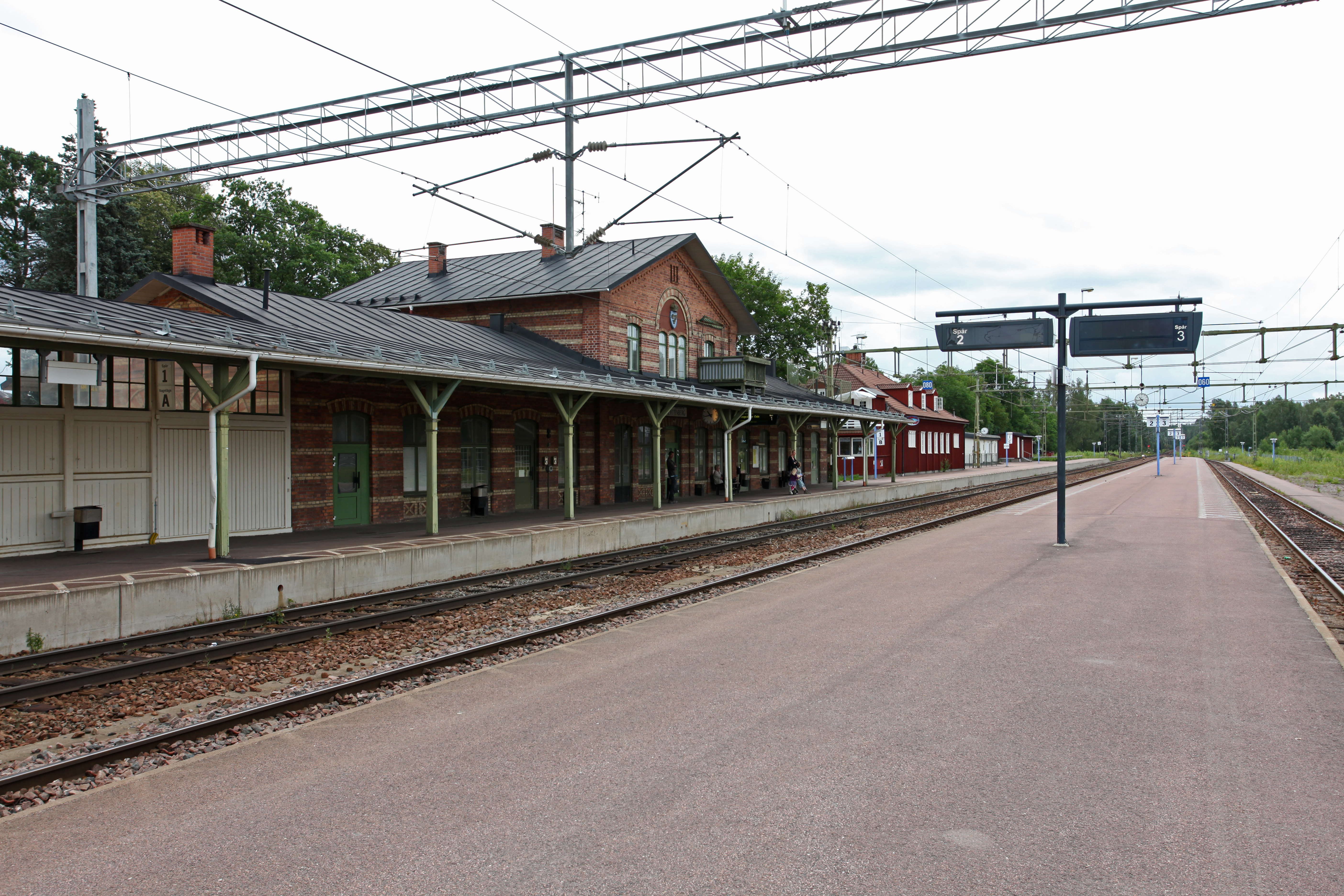
Залізнична станція (Шарлоттенберг)
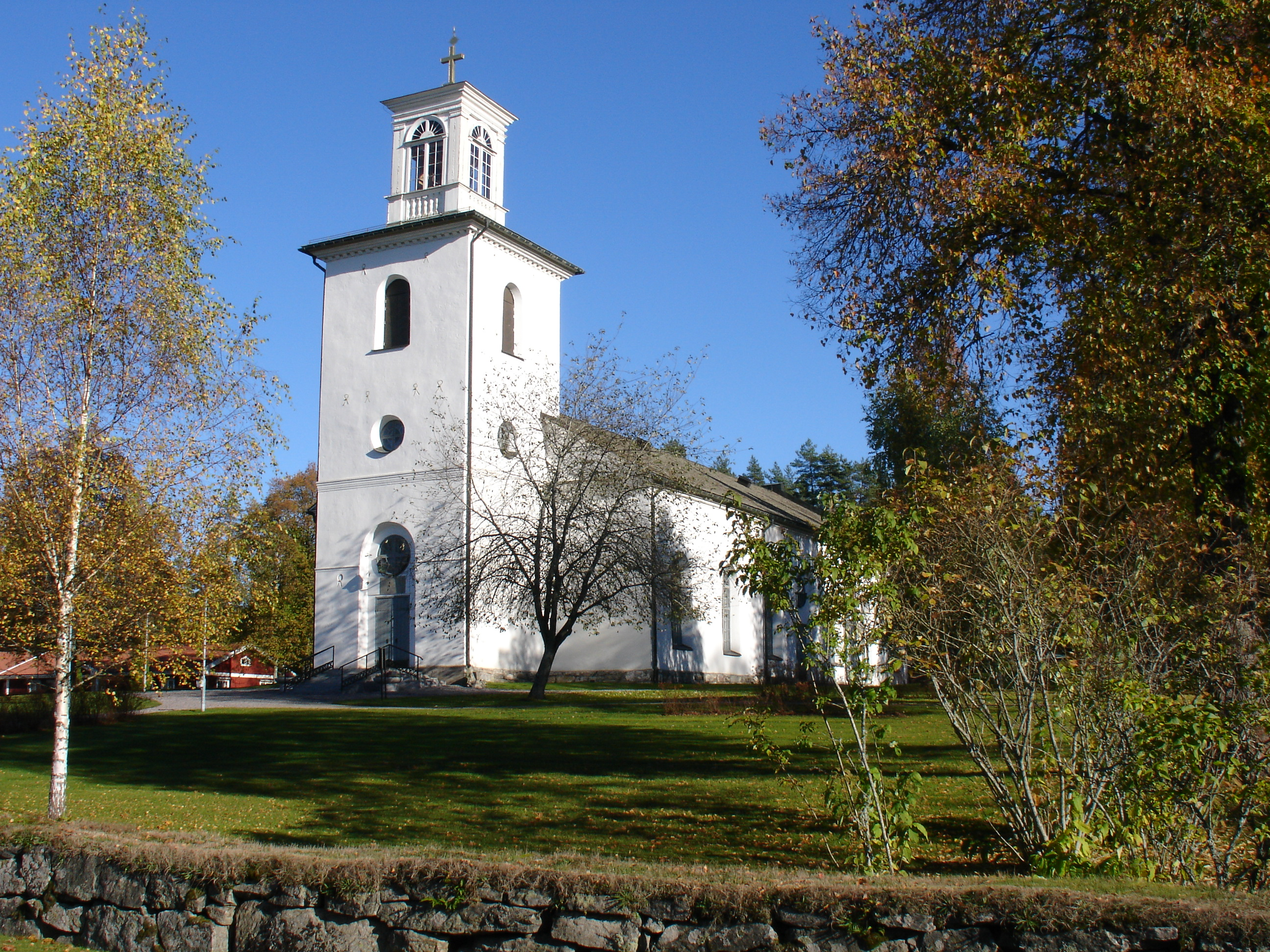
Церква (Еда)
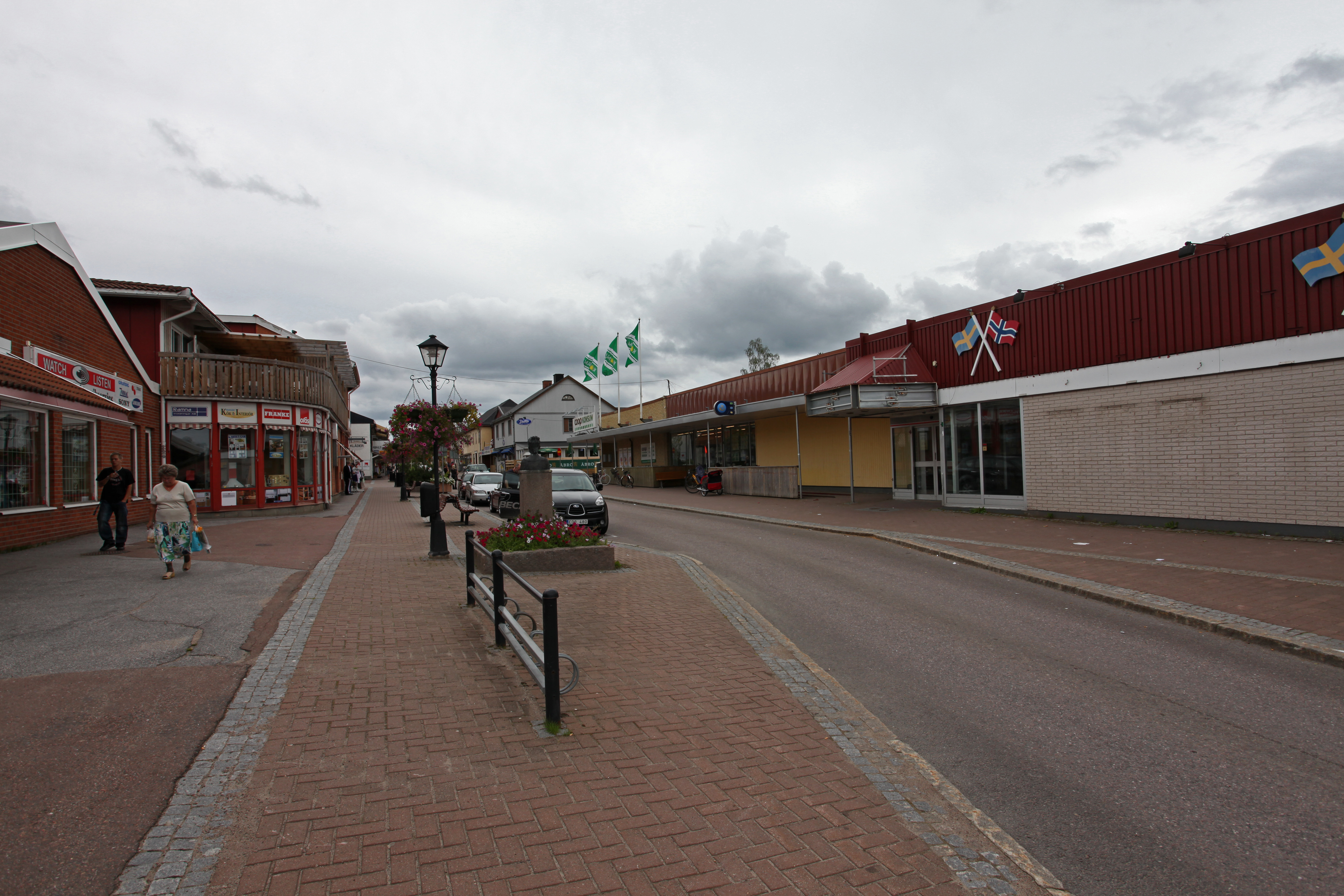
Містечко Шарлоттенберг
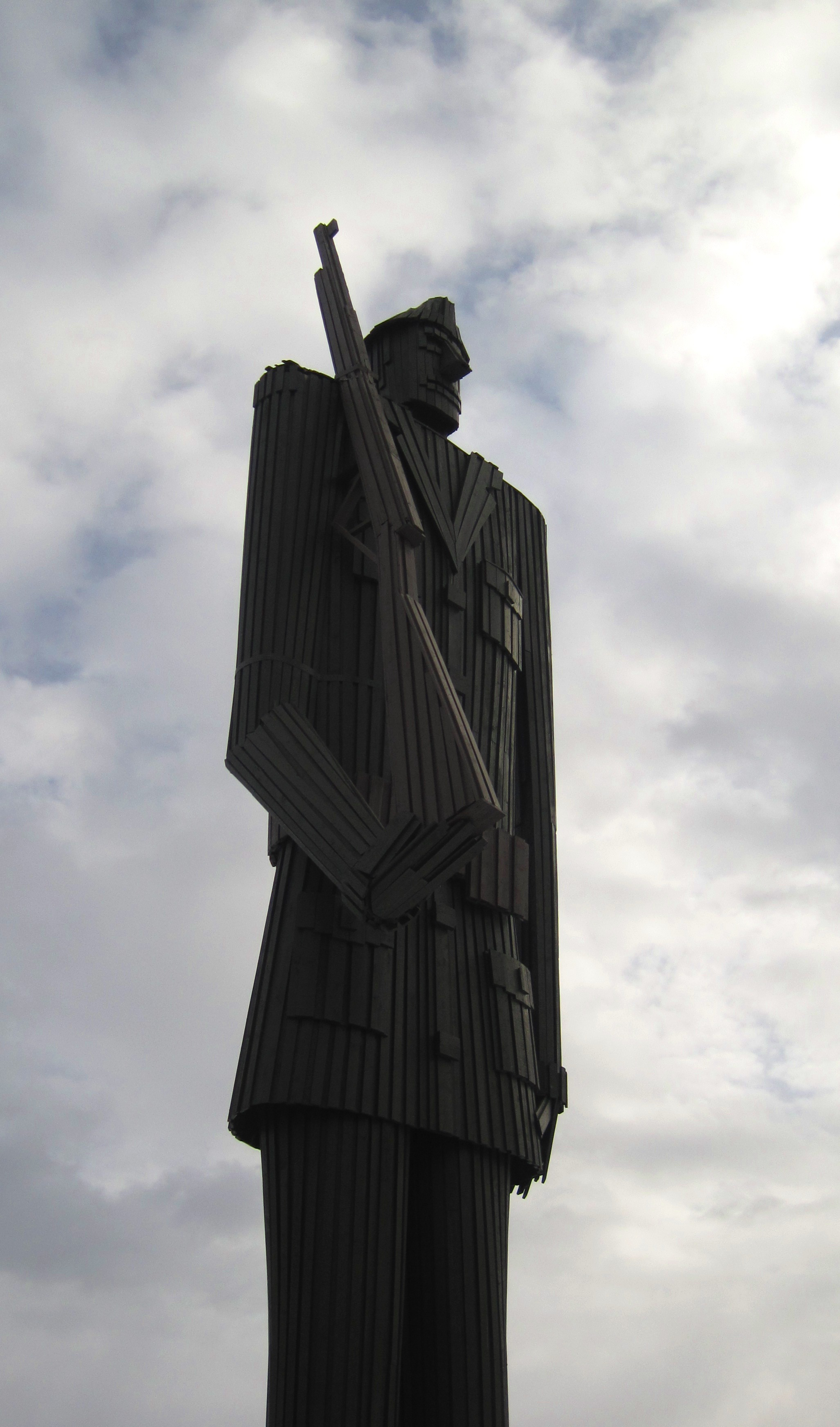
Дерев'яний солдат (Шарлоттенберг)

## Виноски
1. 1 2 3 4 5 6 7 8 9 10  https://eda.se/politiker-i-eda/kommunalr%C3%A5d__592
2. ↑  Folkmangd i riket, lan och kommuner (шв.) . Центральне бюро статистики Швеції. Архів оригіналу за 20 серпня 2013. Процитовано 8 лютого 2013.